# 국도 제36호선
국도 제36호선 (보령 ~ 울진선, 國道第三十六號 保寧蔚珍線)은 충청남도 보령시 대천동 대천항에서 경상북도 울진군 울진읍 울진북부 교차로를 연결하는 대한민국의 일반 국도이다. 충청북도 청주시부터 충청북도 충주시까지의 구간이 신호도 많고 출·퇴근 시간에 혼잡해 극심한 정체를 빚음에 따라 기존 국도를 대체하는 자동차 전용도로인 충청내륙고속화도로를 건설해 2024년부터 부분 개통할 계획이며, 2013년 12월 30일에 이 중 첫 번째 구간인 충청북도 청주시 상당구에서 청원구 북이면까지의 13.4km 구간을 자동차 전용도로로 건설해 개통하여 기존 구간을 대체하여 국도로 지정되었다.

## 연혁
- 1971년 8월 31일 : 일반국도노선지정령에 의해 국도 제36호선 대천 ~ 울진선이 됨.[2]
- 1973년 9월 8일 : 선형 개량으로 인해 공주군 장기면 봉안리 365m 구간을 460m로, 청양군 대치면 광대리 ~ 대치리 180m 구간을 222m로 도로구역 변경[3]
- 1975년 8월 8일 : 청양군 목면 안심리 ~ 청양면 읍내리 총 1.11km 구간 개통 및 기존 1.705km 구간 폐지, 공주군 우성면 동대리 125m 구간 개통 및 기존 139m 구간 폐지[4]
- 1986년 5월 13일 : 시점을 '충청남도 대천군 대천읍'에서 '충청남도 대천시'로 변경[5]
- 1986년 6월 21일 : 충주댐 건설로 인해 제원군 덕산면 신현리 ~ 수산면 수산리 7.7km 구간 이설 개통[6]
- 1986년 9월 29일 : 충주댐 건설로 인해 중원군 살미면 내사동 ~ 제원군 수산면 수산리 ~ 계란리 23.9km 구간, 단양군 단양읍 장희리 ~ 상방리 9.7km 구간 도로 수몰로 폐지[7]
- 1987년 11월 9일 : 청원군 북일면 주중리 ~ 괴산군 증평읍 증평리 총 12.02km 구간 개통, 기존 12.73km 구간 폐지[8]
- 1992년 1월 17일 : 보령군 청라면 의평리 340m 구간 개통[9]
- 1994년 8월 13일 : 증평~충주구간 4차선 확장개통[10]
- 1996년 7월 1일 : 시점을 '충청남도 대천시'에서 '충청남도 보령시'로 변경함. 이에 따라 '보령 ~ 울진선'이 됨.[11]
- 1999년 1월 8일 : 청양군 화성면 장계리 ~ 구재리 2.56km 구간 신설 개통, 기존 2.8km 구간 폐지[12]
- 1999년 12월 9일 : 청양군 화성면 매산리 ~ 신정리 1.371km 구간 신설 개통, 기존 1.4km 구간 폐지[13]
- 2000년 8월 26일 : 청양군 정산면 지곡리 600m 구간 신설 개통, 기존 구간 폐지[14]
- 2000년 12월 30일 : 청라우회도로(보령시 청라면 의평리 ~ 소양리) 3.27km 구간 개통[15]
- 2001년 9월 29일 : 청원군 남일면 효촌리 ~ 청주시 흥덕구 휴암동 11.4km 구간을 자동차 전용도로로 지정[16]
- 2002년 1월 10일 : 법전 ~ 소천간 도로(봉화군 법전면 어지리 ~ 소천면 현동리) 4.76km 구간 확장 개통[17], 기존 7.5km 구간 폐지[18]
- 2004년 1월 16일 : 충주시 살미면 무릉리 220m 구간 확장 개통[19]
- 2004년 12월 1일 : 청양군 청양읍 장승리 ~ 대치면 탄정리 5.24km 구간 확장 개통, 기존 3.5km 구간 폐지[20]
- 2004년 12월 31일 : 공주시 우성면 동대리 ~ 연기군 남면 종촌리 21.38km 구간 확장 개통, 기존 21.44km 구간 폐지[21]
- 2005년 9월 6일 : 청주시 상당구 율량동 ~ 청원군 북이면 옥수리 13.43km 구간을 자동차 전용도로로 지정[22]
- 2005년 12월 12일 : 영주 ~ 봉화간 도로(영주시 상망동 ~ 봉화군 봉성면 금봉리) 14.48km 구간 확장 개통, 기존 16.0km 구간 폐지[23]
- 2005년 12월 21일 : 영주시관내 국도대체우회도로 (신전 ~ 가흥간 도로, 영주시 가흥동 ~ 안정면 신전리) 5.44km 구간 확장 개통, 기존 4.75km 구간 폐지[24]
- 2007년 12월 21일 : 봉화 ~ 법전간 도로 및 법전 ~ 소천간 도로 일부(봉화군 봉성면 금봉리 ~ 법전면 소지리) 14.2km 구간 확장 개통[25], 기존 15.2km 구간 폐지[26]
- 2007년 12월 24일 : 목면우회도로(청양군 목면 대평리 ~ 송암리) 3.8km 구간 신설 개통, 기존 청양군 목면 대평리 ~ 안심리 2.4km 구간 폐지[27]
- 2008년 4월 3일 : 율량 ~ 북이간 도로(청주시 상당구 율량동 ~ 청원군 북이면 옥수리) 자동차 전용도로 구간에서 종점을 청원군 북이면 금암리로 변경해 1.92km 구간 단축[28]
- 2010년 5월 4일 : 영주시 가흥동 ~ 상망동 6.05km 구간을 자동차 전용도로로 지정[29]
- 2011년 12월 30일 : 법전 ~ 소천간 도로(봉화군 법전면 소지리 ~ 어지리 4.97km 구간과 봉화군 소천면 현동리 2.45km 구간) 확장 개통[30], 기존 봉화군 춘양면 소로리 ~ 법전면 소천리 2.0km 구간과 소천면 현동리 1.6km 구간 폐지[31]
- 2013년 12월 30일 : 청주 ~ 증평간 도로(청주시 상당구 율량동 ~ 청원군 북이면 옥수리) 13.4km 구간 확장 개통, 기존 11.2km 구간 폐지[32]
- 2016년 1월 5일 : 소천 ~ 서면간 도로 3공구(울진군 금강송면 쌍전리 ~ 삼근리) 6.2km 구간 확장 개통[33], 기존 8.45km 구간 폐지[34]
- 2016년 2월 5일 : 소천 ~ 서면간 도로 2공구(울진군 금강송면 광회리 ~ 쌍전리) 3.3km 구간 확장 개통[35], 기존 6.0km 구간 폐지[36]
- 2016년 5월 3일 : 소천 ~ 서면간 도로 개통으로 봉화군 소천면 분천리 ~ 울진군 금강송면 쌍전리 10.0km 구간 노선을 변경해 6.8km가 됨.[37]
- 2016년 5월 4일 : 소천 ~ 서면간 도로 1공구(봉화군 소천면 분천리 ~ 울진군 금강송면 광회리) 2.4km 구간 확장 개통[38] 및 기존 3.3km 구간 폐지[39], 소천 ~ 서면간 도로 2공구(울진군 금강송면 광회리) 3.5km 구간 확장 개통[40] 및 기존 7.3km 구간 폐지[41]
- 2016년 7월 20일 : 소천 ~ 서면간 도로 1공구(봉화군 소천면 현동리 ~ 분천리) 5.5km 구간 신설 개통[42] 및 기존 8.0km 구간 폐지[43]
- 2016년 8월 31일 : 청주시 국도대체우회도로 휴암 ~ 오동간 도로(청주시 흥덕구 수의동 ~ 청원구 오동동) 개통에 따라 기존 청주시 흥덕구 수의동 ~ 청원구 내수읍 국동리 15.7km 구간 폐지[44][45]
- 2016년 12월 28일 : 풍기 ~ 도계간 도로(영주시 풍기읍 백신리 ~ 수철리) 5.1km 구간 확장 개통[46], 기존 2.0km 구간 폐지[47]
- 2017년 1월 1일 : 청양 대치 ~ 공주 우성간 도로 1공구(청양군 대치면 탄정리 ~ 정산면 대박리) 12.2km 구간 확장 개통 및 기존 청양군 대치면 탄정리 ~ 정산면 서정리 14.9km 구간 폐지[48], 청양 대치 ~ 공주 우성간 도로 2공구(청양군 정산면 대박리 ~ 목면 대평리, 청양군 목면 송암리 ~ 공주시 우성면 단지리) 총 13.3km 구간 확장 개통 및 기존 청양군 정산면 서정리 ~ 목면 대평리 4.1km 구간과 공주시 우성면 방흥리 ~ 동대리 1.8km 구간 폐지[49]
- 2017년 4월 13일 : 선형개량으로 인해 충주시 살미면 내사리 총 325m 구간 폐지[50]
- 2017년 12월 1일 : 단양IC ~ 단양간 도로(단양군 대강면 장림리 ~ 북하리) 1.5km 구간 확장 개통[51]
- 2018년 9월 21일 : 영주시관내 국도대체우회도로 (가흥 ~ 상망간 도로, 영주시 가흥동 ~ 상망동) 6.6km 구간 확장 개통[52], 기존 시내 통과 5.7km 구간 폐지[53]
- 2018년 12월 31일 : 보령 ~ 청양간 도로 1공구(보령시 화산동 ~ 청라면 의평리 3.84km 구간과 보령시 청라면 소양리 ~ 청양군 화성면 장계리 3.06km 구간) 총 6.9km 구간 확장 개통[54]
- 2019년 8월 20일 : 보령 ~ 청양간 도로 1공구 확장 개통으로 인해 기존 보령시 청라면 향천리 총 1.0km 구간 폐지[55]
- 2019년 9월 30일 : 서면 ~ 근남간 도로 2공구(울진군 울진읍 온양리) 900m 구간 부분 확장 개통[56]
- 2019년 12월 30일 : 보령 ~ 청양간 도로 2공구(청양군 화성면 구재리 ~ 청양읍 장승리) 5.74km 구간 확장 개통 및 기존 청양군 화성면 매산리 ~ 청양읍 장승리 총 3.79km 구간 폐지[57]
- 2020년 4월 1일 : 서면 ~ 근남간 도로 1~2공구(울진군 금강송면 삼근리 ~ 울진읍 온양리) 18.08km 구간 신설 개통[58]
- 2024년 7월 25일: 충청내륙고속화도로 1-1구간(청주시 청원구 북이면 금암리~증평군 도안면 화성리) 개통[59]

## 주요 경유지
충청남도
- 보령시 (신흑동 · 요암동 · 남곡동 · 내항동 · 궁촌동 · 명천동 · 동대동 · 화산동 · 청라면) - 청양군 (화성면 · 청양읍 · 대치면 · 정산면 · 목면) - 공주시 (우성면 · 월미동 · 우성면 · 의당면 · 송선동 · 동현동)

세종특별자치시
- 장군면 - 한솔동 - 도담동 - 해밀동 - 연기면 - 연서면 - 조치원읍

충청북도
- 청주시 (흥덕구 (오송읍 · 강내면 · 석소동 · 수의동 · 후암동 · 비하동 · 강서동 · 가경동 · 복대동) - 서원구 (사창동 · 사직동) - 상당구 (영동 · 북문로2가 · 수동) - 청원구 (우암동 · 내덕동 · 율량동 · 주중동 · 주성동 · 내수읍 · 북이면)) - 증평군 (증평읍 · 도안면) - 음성군 (원남면 · 음성읍 · 소이면) - 충주시 (주덕읍 · 대소원면 · 용두동 · 용관동 · 가주동 · 풍동 · 살미면) - 제천시 (한수면 · 덕산면 · 수산면) - 단양군 (단성면 · 대강면)

경상북도
- 영주시 (풍기읍 · 봉현면 · 안정면 · 상줄동 · 장수면 · 가흥동 · 창진동 · 고현동 · 상망동) - 봉화군 봉화읍 - 영주시 이산면 - 봉화군 (봉화읍 · 봉성면 · 법전면 · 춘양면 · 법전면 · 소천면) - 울진군 (금강송면 · 울진읍 · 근남면)

## 노선
- (■): 자동차 전용도로 구간

### 충청남도·세종특별자치시
| 이름                              | 접속 노선                                          | 소재지                                              | 소재지                                                         | 비고                                               |
| --------------------------------- | -------------------------------------------------- | --------------------------------------------------- | -------------------------------------------------------------- | -------------------------------------------------- |
| 대천항                            |                                                    | 보령시                                              | 대천동                                                         |                                                    |
| (이름 없음)                       | 국도 제77호선 (원산대로)                           | 보령시                                              | 대천동                                                         | 국도 제77호선과 중복                               |
| 대천서중학교                      |                                                    | 보령시                                              | 대천동                                                         | 국도 제77호선과 중복                               |
| 고잠 교차로                       | 광장진입로 석서1길                                 | 보령시                                              | 대천동                                                         | 국도 제77호선과 중복                               |
| 흑포삼거리                        | 지방도 제607호선 (대해로)                          | 보령시                                              | 대천동                                                         | 국도 제77호선과 중복                               |
| 청룡초등학교                      |                                                    | 보령시                                              | 대천동                                                         | 국도 제77호선과 중복                               |
| 해망산삼거리                      | 해망산길                                           | 보령시                                              | 대천동                                                         | 국도 제77호선과 중복                               |
| 삼현삼거리                        | 삼현길                                             | 보령시                                              | 대천동                                                         | 국도 제77호선과 중복                               |
| 후동삼거리                        | 뒷골길                                             | 보령시                                              | 대천동                                                         | 국도 제77호선과 중복                               |
| 요암삼거리                        | 요암길                                             | 보령시                                              | 대천동                                                         | 국도 제77호선과 중복                               |
| 대천 나들목                       | 15호선 서해안고속도로                              | 보령시                                              | 대천동                                                         | 국도 제77호선과 중복                               |
| 남곡사거리                        | 탑동1길 황골길                                     | 보령시                                              | 대천동                                                         | 국도 제77호선과 중복                               |
| 대천역 (대천역사거리)             | 녹문1길                                            | 보령시                                              | 대천동                                                         | 국도 제77호선과 중복                               |
| 궁촌교                            |                                                    | 보령시                                              | 대천동                                                         | 국도 제77호선과 중복                               |
| 보령종합버스터미널 (터미널사거리) | 남대천로 명해로                                    | 보령시                                              | 대천동                                                         | 국도 제77호선과 중복                               |
| 궁촌사거리                        | 현충탑길                                           | 보령시                                              | 대천동                                                         | 국도 제77호선과 중복                               |
| 수청사거리                        | 보령남로 중앙로                                    | 보령시                                              | 대천동                                                         | 국도 제77호선과 중복                               |
| 주공사거리                        | 주공로                                             | 보령시                                              | 대천동                                                         | 국도 제77호선과 중복                               |
| 동대사거리                        | 보령북로 한내로                                    | 보령시                                              | 대천동                                                         | 국도 제77호선과 중복                               |
| 신설사거리                        | 동현로 신평로                                      | 보령시                                              | 대천동                                                         | 국도 제77호선과 중복                               |
| 원평 교차로                       | 동죽1로                                            | 보령시                                              | 대천동                                                         | 국도 제77호선과 중복                               |
| 대천3동 행정복지센터              |                                                    | 보령시                                              | 대천동                                                         | 국도 제77호선과 중복                               |
| 두러뫼 교차로                     | 동대로 동죽2로                                     | 보령시                                              | 대천동                                                         | 국도 제77호선과 중복                               |
| 화산 교차로                       | 국도 제21호선 국도 제40호선 국도 제77호선 (충서로) | 보령시                                              | 대천동                                                         | 국도 제77호선과 중복                               |
| 화산사거리                        | 옥마로                                             | 보령시                                              | 대천동                                                         |                                                    |
| 고인돌삼거리                      | 대천로                                             | 보령시                                              | 대천동                                                         |                                                    |
| 굿고개 (화산고개)                 |                                                    | 보령시                                              | 대천동                                                         |                                                    |
|                                   | 청라면                                             | 보령시                                              |                                                                |                                                    |
| 굿고개 교차로                     |                                                    | 보령시                                              |                                                                |                                                    |
| 향천교                            |                                                    | 보령시                                              |                                                                |                                                    |
| 향천2 교차로                      | 향천리길                                           | 보령시                                              |                                                                |                                                    |
| 분향교                            |                                                    | 보령시                                              |                                                                |                                                    |
| 향천 교차로                       | 청성로                                             | 보령시                                              |                                                                |                                                    |
| 평정 교차로                       | 가느실길                                           | 보령시                                              |                                                                |                                                    |
| 의평1 교차로 (청보초등학교)       | 냉풍욕장길                                         | 보령시                                              |                                                                |                                                    |
| 의평 교차로                       | 원모루길                                           | 보령시                                              | 상행 진입 불가 하행 진출 불가                                  |                                                    |
| 대천천교                          |                                                    | 보령시                                              |                                                                |                                                    |
| 청라 교차로 (청라육교)            | 지방도 제609호선 (당안길)                          | 보령시                                              |                                                                |                                                    |
| 소양삼거리                        | 소리골길                                           | 보령시                                              |                                                                |                                                    |
| 둔터 교차로                       | 둔터길                                             | 보령시                                              |                                                                |                                                    |
| 스무재                            |                                                    | 보령시                                              |                                                                |                                                    |
|                                   | 청양군                                             | 화성면                                              |                                                                |                                                    |
| 진골 교차로                       | 청양군                                             | 화성면                                              | 금계동길                                                       |                                                    |
| (사천)                            | 청양군                                             | 화성면                                              | 사천골길                                                       |                                                    |
| 국원 교차로                       | 청양군                                             | 화성면                                              | 무한로                                                         | 상행 진입 불가 하행 진출 불가                      |
| 화성1교 화성2교 화성3교           | 청양군                                             | 화성면                                              |                                                                |                                                    |
| 구재 교차로                       | 청양군                                             | 화성면                                              | 구숫골길                                                       |                                                    |
| 매산 교차로                       | 청양군                                             | 화성면                                              | 식물원길                                                       |                                                    |
| 매산교                            | 청양군                                             | 화성면                                              |                                                                |                                                    |
| 여주재 교차로                     | 청양군                                             | 화성면                                              | 대청로                                                         |                                                    |
| 신정 교차로                       | 청양군                                             | 화성면                                              | 원통길                                                         |                                                    |
| 여주재터널                        | 청양군                                             | 화성면                                              |                                                                | 연장 1,350m                                        |
| 여주재터널                        | 청양군                                             | 청양읍                                              |                                                                | 연장 1,350m                                        |
| 장승교                            | 청양군                                             |                                                     |                                                                |                                                    |
| 심곡 교차로                       | 청양군                                             | 대청로 신대동길                                     |                                                                |                                                    |
| 장승 교차로                       | 청양군                                             | 칠갑산로                                            | 상행 진입 불가 하행 진출 불가                                  |                                                    |
| 송방1교                           | 청양군                                             |                                                     |                                                                |                                                    |
| 송방 교차로 (송방2교)             | 청양군                                             | 국도 제29호선 (충절1로) 구봉로                      | 국도 제29호선과 중복                                           |                                                    |
| 아촌교                            | 청양군                                             |                                                     | 국도 제29호선과 중복                                           |                                                    |
| 벽천 교차로 (지천교)              | 청양군                                             | 국도 제29호선 (충절로) 문화예술로                   | 국도 제29호선과 중복                                           |                                                    |
| 은천교                            | 청양군                                             |                                                     |                                                                |                                                    |
| 탄정 교차로 (탄정1교)             | 청양군                                             | 국가지원지방도 제70호선 지방도 제645호선 (칠갑산로) | 대치면                                                         |                                                    |
| 대치천교                          | 청양군                                             |                                                     | 대치면                                                         |                                                    |
| 주정 교차로                       | 청양군                                             | 주전로                                              | 대치면                                                         |                                                    |
| 이화 교차로                       | 청양군                                             | 청산로                                              | 대치면                                                         |                                                    |
| 이화4교 이화5교                   | 청양군                                             |                                                     | 대치면                                                         |                                                    |
| 형산 교차로                       | 청양군                                             | 광산로                                              | 대치면                                                         |                                                    |
| 청양터널                          | 청양군                                             |                                                     | 대치면                                                         | 연장 1,750m                                        |
| 청양터널                          | 청양군                                             | 정산면                                              |                                                                | 연장 1,750m                                        |
| 마치 교차로                       | 청양군                                             | 마치길                                              |                                                                |                                                    |
| 원마치교                          | 청양군                                             |                                                     |                                                                |                                                    |
| 칠갑산터널                        | 청양군                                             |                                                     | 연장 1,110m                                                    |                                                    |
| 대박1교 대박2교                   | 청양군                                             |                                                     |                                                                |                                                    |
| 정산 교차로 (정산교)              | 청양군                                             | 국도 제39호선 (충의로)                              |                                                                |                                                    |
| 해남1교 역촌1교 역촌2교 백곡1교   | 청양군                                             |                                                     |                                                                |                                                    |
| 백곡 교차로 (백곡교)              | 청양군                                             | 백곡길                                              |                                                                |                                                    |
| 지곡교                            | 청양군                                             |                                                     | 목면                                                           |                                                    |
| 가야미 교차로 (가야미교)          | 청양군                                             | 칠갑산로 가야미길                                   | 목면                                                           |                                                    |
| 안심 교차로 (안심IC교)            | 청양군                                             | 안심동길                                            | 목면                                                           |                                                    |
| 본의천교                          | 청양군                                             |                                                     | 목면                                                           |                                                    |
| 목면 교차로                       | 청양군                                             | 무술길                                              | 목면                                                           |                                                    |
| 송암사거리                        | 청양군                                             |                                                     | 목면                                                           |                                                    |
| 송용교                            | 청양군                                             |                                                     | 목면                                                           |                                                    |
|                                   | 공주시                                             | 우성면                                              |                                                                |                                                    |
| 용봉 교차로                       | 공주시                                             | 우성면                                              | 국가지원지방도 제96호선 (용봉입동로) (용봉어천길)              |                                                    |
| 범덕 교차로                       | 공주시                                             | 우성면                                              | 범덕골길                                                       |                                                    |
| 느리티고개                        | 공주시                                             | 우성면                                              |                                                                |                                                    |
| 보흥 교차로                       | 공주시                                             | 우성면                                              | 보적동길 보흥2길                                               |                                                    |
| 양촌 교차로                       | 공주시                                             | 우성면                                              | 보흥1길                                                        |                                                    |
| 묵방 교차로                       | 공주시                                             | 우성면                                              | 묵방길                                                         |                                                    |
| 서공주 나들목 (방흥 교차로)       | 공주시                                             | 우성면                                              | 151호선 서천공주고속도로                                       |                                                    |
| 동대1교 동대2교 동대3교 동대4교   | 공주시                                             | 우성면                                              |                                                                |                                                    |
| 동대 교차로                       | 공주시                                             | 우성면                                              | 국도 제32호선 (동대리길) 차동로                                | 국도 제32호선과 중복                               |
| 단지리                            | 공주시                                             | 우성면                                              | 우성길                                                         | 국도 제32호선과 중복 상행 진입 불가 하행 진출 불가 |
| 상서리                            | 공주시                                             | 우성면                                              | 옥성길                                                         | 국도 제32호선과 중복                               |
| 상서교                            | 공주시                                             | 우성면                                              | 우성길                                                         | 국도 제32호선과 중복 상행 진출 불가 하행 진입 불가 |
| 질마 교차로                       | 공주시                                             | 우성면                                              | 국도 제32호선 (금벽로) 연미산고개길 질마고개길 초정골길 해포길 | 국도 제32호선과 중복                               |
| 도천해포교                        | 공주시                                             | 우성면                                              |                                                                |                                                    |
| 신웅리                            | 공주시                                             | 우성면                                              | 무성산로 산막골길                                              |                                                    |
| (공주월미농공단지)                | 공주시                                             | 월미농공단지길                                      | 신관동                                                         |                                                    |
| 월미동                            | 공주시                                             | 월미동길                                            | 신관동                                                         |                                                    |
| 월미교                            | 공주시                                             |                                                     | 신관동                                                         |                                                    |
|                                   | 공주시                                             | 우성면                                              |                                                                |                                                    |
| 귀산육교                          | 공주시                                             | 귀산길                                              |                                                                |                                                    |
| 목천교                            | 공주시                                             |                                                     |                                                                |                                                    |
| 목천 교차로                       | 공주시                                             | 국도 제23호선 (차령로)                              | 국도 제23호선과 중복                                           |                                                    |
| 정안천교                          | 공주시                                             |                                                     | 국도 제23호선과 중복                                           |                                                    |
|                                   | 공주시                                             | 의당면                                              | 국도 제23호선과 중복                                           |                                                    |
| 의당교                            | 공주시                                             |                                                     | 국도 제23호선과 중복                                           |                                                    |
| 청룡 교차로                       | 공주시                                             | 의당전의로                                          | 국도 제23호선과 중복                                           |                                                    |
| 청룡교                            | 공주시                                             |                                                     | 국도 제23호선과 중복                                           |                                                    |
| 송선 교차로                       | 공주시                                             | 국도 제23호선 (차령로) 장기로                       | 국도 제23호선과 중복                                           | 월송동                                             |
| 송선3교                           | 공주시                                             |                                                     |                                                                | 월송동                                             |
| 송선1 교차로                      | 공주시                                             | 장척로 금동길 송선황새골길                          |                                                                | 월송동                                             |
| 송선5교                           | 공주시                                             |                                                     |                                                                | 월송동                                             |
| 서세종 나들목 (장기교)            | 공주시                                             | 30호선 서산영덕고속도로                             |                                                                | 월송동                                             |
| 하봉 교차로                       | 장척로                                             | 세종특별자치시                                      | 장군면                                                         |                                                    |
| 은용 교차로 (도계육교)            | 신학리길                                           | 세종특별자치시                                      | 장군면                                                         |                                                    |
| 대교천교                          |                                                    | 세종특별자치시                                      | 장군면                                                         |                                                    |
| 봉안 교차로                       | 장척로                                             | 세종특별자치시                                      | 장군면                                                         |                                                    |
| 너비뜰 교차로                     | 국도 제1호선 (세종로) 가름로                       | 세종특별자치시                                      | 종촌동                                                         | 국도 제1호선과 중복                                |
| 은하수 교차로 (모개고가차도)      | 국도 제43호선 (정안세종로) 미리내로                | 세종특별자치시                                      | 아름동                                                         | 국도 제1호선과 중복                                |
| 빗돌터널                          |                                                    | 세종특별자치시                                      | 해밀동                                                         | 국도 제1호선과 중복 연장 310m                      |
| 연기삼거리                        | 수왕로                                             | 세종특별자치시                                      | 연기면                                                         | 국도 제1호선과 중복                                |
| 연기사거리                        | 당산로                                             | 세종특별자치시                                      | 연기면                                                         | 국도 제1호선과 중복                                |
| 연기공단사거리                    | 공단로                                             | 세종특별자치시                                      | 연기면                                                         | 국도 제1호선과 중복                                |
| (이름 없음)                       | 봉암길                                             | 세종특별자치시                                      | 연서면                                                         | 국도 제1호선과 중복                                |
| 월하오거리                        | 당산로                                             | 세종특별자치시                                      | 연서면                                                         | 국도 제1호선과 중복                                |
| 번암사거리                        | 국도 제1호선 (세종로)                              | 세종특별자치시                                      | 조치원읍                                                       | 국도 제1호선과 중복                                |
| 죽림회전 교차로                   | 도화로 충현로                                      | 세종특별자치시                                      | 조치원읍                                                       |                                                    |
| 남리과선교                        |                                                    | 세종특별자치시                                      | 조치원읍                                                       |                                                    |
| 상리사거리                        | 조치원로 허만석로                                  | 세종특별자치시                                      | 조치원읍                                                       |                                                    |
| 조천교                            |                                                    | 세종특별자치시                                      | 조치원읍                                                       |                                                    |

### 충청북도
| 이름                                 | 접속 노선                                                    | 소재지                                        | 소재지                              | 비고                                                                                 |
| ------------------------------------ | ------------------------------------------------------------ | --------------------------------------------- | ----------------------------------- | ------------------------------------------------------------------------------------ |
| 조천교                               |                                                              | 청주시                                        | 흥덕구 오송읍                       |                                                                                      |
| 정중삼거리                           | 정중연제로 미호천길                                          | 청주시                                        | 흥덕구 오송읍                       |                                                                                      |
| 서평삼거리                           | 청연로                                                       | 청주시                                        | 흥덕구 오송읍                       |                                                                                      |
| 새장터삼거리                         | 오송가락로                                                   | 청주시                                        | 흥덕구 오송읍                       |                                                                                      |
| 오송삼거리                           | 지방도 제508호선 (오송2길)                                   | 청주시                                        | 흥덕구 오송읍                       |                                                                                      |
| 오송교                               | 궁평길 오송7길                                               | 청주시                                        | 흥덕구 오송읍                       |                                                                                      |
| 오송2 교차로                         | 지방도 제504호선 (세종오송로)                                | 청주시                                        | 흥덕구 오송읍                       |                                                                                      |
| 궁평1 교차로 (궁평고가차도)          | 오송생명로                                                   | 청주시                                        | 흥덕구 오송읍                       |                                                                                      |
| 미호천교                             | 미호천길                                                     | 청주시                                        | 흥덕구 오송읍                       |                                                                                      |
| 미호천교                             | 내옥제방길                                                   | 청주시                                        | 흥덕구 강내면                       |                                                                                      |
| 탑연삼거리                           | 지방도 제507호선 (태성탑연로)                                | 청주시                                        | 흥덕구 강내면                       | 지방도 제507호선과 중복                                                              |
| 미호중학교                           |                                                              | 청주시                                        | 흥덕구 강내면                       | 지방도 제507호선과 중복                                                              |
| 월곡 교차로                          | 지방도 제507호선 (청주역로) 월곡길                           | 청주시                                        | 흥덕구 강내면                       | 지방도 제507호선과 중복                                                              |
| 청주 나들목                          | 1호선 경부고속도로                                           | 청주시                                        | 흥덕구                              |                                                                                      |
| 수석교                               |                                                              | 청주시                                        | 흥덕구                              |                                                                                      |
| 강상촌 분기점                        | 국도 제17호선 국도 제25호선 (3순환로) 가로수로               | 청주시                                        | 흥덕구                              |                                                                                      |
| 매립장 교차로                        | 강촌로                                                       | 청주시                                        | 흥덕구                              | 국도 제17, 25호선과 중복 상행 진입 불가 하행 진출 불가                               |
| 학천교                               |                                                              | 청주시                                        | 흥덕구 강내면                       | 국도 제17, 25호선과 중복                                                             |
| 내거지하차도                         |                                                              | 청주시                                        | 흥덕구                              | 국도 제17, 25호선과 중복                                                             |
| 학천과선교                           |                                                              | 청주시                                        | 흥덕구 강내면                       | 국도 제17, 25호선과 중복                                                             |
| 정봉교                               |                                                              | 청주시                                        | 흥덕구                              | 국도 제17, 25호선과 중복                                                             |
| 청주역 분기점 (정봉육교)             | 지방도 제693호선 (청주역로)                                  | 청주시                                        | 흥덕구                              | 국도 제17, 25호선과 중복                                                             |
| 서촌교 석남천1교 남촌교              |                                                              | 청주시                                        | 흥덕구                              | 국도 제17, 25호선과 중복                                                             |
| 중부지하차도                         |                                                              | 청주시                                        | 흥덕구                              | 국도 제17, 25호선과 중복 연장 70m                                                    |
| 내곡육교                             |                                                              | 청주시                                        | 흥덕구                              | 국도 제17, 25호선과 중복                                                             |
| 원평 분기점                          | 엘지로                                                       | 청주시                                        | 흥덕구                              | 국도 제17, 25호선과 중복                                                             |
| 문암공원 분기점                      | 무심서로                                                     | 청주시                                        | 흥덕구                              | 국도 제17, 25호선과 중복 상행 진입 불가 하행 진출 불가                               |
| 까치내교                             |                                                              | 청주시                                        | 흥덕구                              | 국도 제17, 25호선과 중복                                                             |
| 까치내교                             | 청원구                                                       | 청주시                                        |                                     | 국도 제17, 25호선과 중복                                                             |
| 정북교 오동1교 오동과선교 오동2교    |                                                              | 청주시                                        |                                     | 국도 제17, 25호선과 중복                                                             |
| 오동 분기점                          | 국도 제17호선 (공항로)                                       | 청주시                                        |                                     | 국도 제17, 25호선과 중복                                                             |
| 외남교                               |                                                              | 청주시                                        | 국도 제25호선과 중복                |                                                                                      |
| 외남 교차로                          | 외남로                                                       | 청주시                                        | 국도 제25호선과 중복                |                                                                                      |
| 수반 교차로 (주중교)                 | 내수로                                                       | 청주시                                        | 청원구 내수읍                       | 국도 제25호선과 중복 상행 진출 불가 하행 진입 불가                                   |
| 구성 교차로                          | 지방도 제592호선 (충청대로)                                  | 청주시                                        | 청원구 내수읍                       | 국도 제25호선과 중복                                                                 |
| 국동 교차로                          | 충청내륙로                                                   | 청주시                                        | 청원구 내수읍                       | 국도 제25호선과 중복                                                                 |
| 묵방 교차로                          | 묵방2길                                                      | 청주시                                        | 청원구 내수읍                       |                                                                                      |
| 도원 교차로                          | 도원세교로                                                   | 청주시                                        | 청원구 내수읍                       |                                                                                      |
| 학평 교차로                          | 지방도 제511호선 지방도 제540호선 (초정약수로)               | 청주시                                        | 청원구 내수읍                       |                                                                                      |
| 학평지하차도                         |                                                              | 청주시                                        | 청원구 내수읍                       |                                                                                      |
| 학평1교                              |                                                              | 청주시                                        | 청원구 북이면                       |                                                                                      |
| 신기 교차로                          | 신기초정로                                                   | 청주시                                        | 청원구 북이면                       |                                                                                      |
| 장재1교                              |                                                              | 청주시                                        | 청원구 북이면                       |                                                                                      |
| 장재 교차로                          | 장재금대로                                                   | 청주시                                        | 청원구 북이면                       |                                                                                      |
| 금암2교                              | 보건복지로                                                   | 청주시                                        | 청원구 북이면                       |                                                                                      |
| 금암 교차로                          | 지방도 제592호선 (충청대로)                                  | 청주시                                        | 청원구 북이면                       |                                                                                      |
| 금대송정 교차로 (금대송정1교)        | 장재금대로                                                   | 청주시                                        | 청원구 북이면                       |                                                                                      |
| 금대 교차로 (금대IC교)               | 장재금대로                                                   | 청주시                                        | 청원구 북이면                       |                                                                                      |
| 금대천교                             |                                                              | 청주시                                        | 청원구 북이면                       |                                                                                      |
|                                      | 증평군                                                       | 증평읍                                        |                                     |                                                                                      |
| 내성 생태터널                        | 증평군                                                       | 증평읍                                        |                                     |                                                                                      |
| 내성 교차로                          | 증평군                                                       | 증평읍                                        | 보건복지로                          |                                                                                      |
| 심기천교                             | 증평군                                                       | 증평읍                                        |                                     |                                                                                      |
| 용강 교차로                          | 증평군                                                       | 증평읍                                        | 지방도 제592호선 (광장로)           |                                                                                      |
| 용강교                               | 증평군                                                       | 증평읍                                        |                                     |                                                                                      |
| (졸음 쉼터)                          | 증평군                                                       | 증평읍                                        |                                     |                                                                                      |
| 청안 교차로 (청안IC교)               | 증평군                                                       | 증평읍                                        | 국도 제34호선 (중부로)              |                                                                                      |
| 방곡 교차로 (방곡교)                 | 증평군                                                       | 국도 제34호선 (중부로)                        | 도안면                              |                                                                                      |
| 막골교                               | 증평군                                                       |                                               | 도안면                              |                                                                                      |
| 문방천교                             | 증평군                                                       |                                               | 도안면                              |                                                                                      |
| 도당 교차로                          | 증평군                                                       | 모래재로                                      | 도안면                              |                                                                                      |
| 보강천교                             | 증평군                                                       |                                               | 도안면                              |                                                                                      |
| 도안 교차로                          | 증평군                                                       | 화성로                                        | 도안면                              |                                                                                      |
| 광덕사거리                           | 증평군                                                       | 지방도 제508호선 (인삼로) 원명로              | 도안면                              | 지방도 제508호선과 중복                                                              |
| (이름 없음)                          | 백마령길                                                     | 음성군                                        | 원남면                              | 지방도 제508호선과 중복                                                              |
| 백마령터널                           |                                                              | 음성군                                        | 원남면                              | 지방도 제508호선과 중복 상행 연장 441m 하행 연장 480m                                |
| (이름 없음)                          | 보천로                                                       | 음성군                                        | 원남면                              | 지방도 제508호선과 중복                                                              |
| 보천삼거리 (보천역)                  | 지방도 제533호선 (보천로)                                    | 음성군                                        | 원남면                              | 지방도 제508, 533호선과 중복                                                         |
| 마송삼거리                           | 지방도 제508호선 지방도 제533호선 (원소로)                   | 음성군                                        | 원남면                              | 지방도 제508, 533호선과 중복                                                         |
| 반기문사무총장 생가                  |                                                              | 음성군                                        | 원남면                              |                                                                                      |
| 하당삼거리                           | 상경로                                                       | 음성군                                        | 원남면                              |                                                                                      |
| 음성 교차로                          | 국도 제37호선 (생음대로)                                     | 음성군                                        | 원남면                              |                                                                                      |
| 신천삼거리                           | 반기문로                                                     | 음성군                                        | 원남면                              |                                                                                      |
| 평곡사거리                           | 국가지원지방도 제49호선 지방도 제516호선 (시장로) (한불로)   | 음성군                                        | 음성읍                              | 국가지원지방도 제49호선과 중복                                                       |
| 한벌삼거리                           | 중앙로                                                       | 음성군                                        | 음성읍                              | 국가지원지방도 제49호선과 중복                                                       |
| 비선교                               |                                                              | 음성군                                        | 소이면                              | 국가지원지방도 제49호선과 중복                                                       |
| 비산육교                             | 국가지원지방도 제49호선 (소이로)                             | 음성군                                        | 소이면                              | 국가지원지방도 제49호선과 중복                                                       |
| 소이삼거리                           | 비산로                                                       | 음성군                                        | 소이면                              |                                                                                      |
| 양지삼거리                           | 후삼로                                                       | 충주시                                        | 주덕읍                              |                                                                                      |
| 주덕삼거리                           | 신양로                                                       | 충주시                                        | 주덕읍                              |                                                                                      |
| 주덕오거리                           | 지방도 제525호선 (솔고개로) 신덕로                           | 충주시                                        | 주덕읍                              | 지방도 제525호선과 중복                                                              |
| 주덕 교차로                          | 국도 제3호선 (중원대로)                                      | 충주시                                        | 주덕읍                              | 국도 제3호선과 중복 지방도 제525호선과 중복 상행 진출 불가 하행 진입 불가            |
| 신양 교차로 (신양육교)               | 신양로                                                       | 충주시                                        | 주덕읍                              | 국도 제3호선과 중복 지방도 제525호선과 중복                                          |
| 대소원사거리                         | 지방도 제599호선 (쇠실로)                                    | 충주시                                        | 대소원면                            | 국도 제3호선과 중복 지방도 제525호선과 중복 지방도 제599호선과 중복                  |
| 첨단삼거리 대소원초등학교            | 지방도 제599호선 (첨단산업로)                                | 충주시                                        | 대소원면                            | 국도 제3호선과 중복 지방도 제525호선과 중복 지방도 제599호선과 중복                  |
| 충주 나들목 (충주 교차로)            | 45호선 중부내륙고속도로                                      | 충주시                                        | 대소원면                            | 국도 제3호선과 중복 지방도 제525호선과 중복                                          |
| 만적교                               | 성종두담길                                                   | 충주시                                        | 대소원면                            | 국도 제3호선과 중복 지방도 제525호선과 중복                                          |
| (이름 없음)                          | 한국교통대 충주캠퍼스 강동대 충주캠퍼스                      | 충주시                                        | 대소원면                            | 국도 제3호선과 중복 지방도 제525호선과 중복                                          |
| 달천역                               | 상용두2길                                                    | 충주시                                        | 달천동                              | 국도 제3호선과 중복 지방도 제525호선과 중복                                          |
| 용두사거리                           | 지방도 제525호선 (창현로)                                    | 충주시                                        | 달천동                              | 국도 제3호선과 중복 지방도 제525호선과 중복                                          |
| 용두 교차로                          | 국도 제19호선 (서부순환대로) 중원대로                        | 충주시                                        | 달천동                              | 국도 제3, 19호선과 중복                                                              |
| 용관터널                             |                                                              | 충주시                                        | 달천동                              | 국도 제3, 19호선과 중복 상행 연장 513m 하행 연장 435m                                |
| 가주 교차로                          | 소가주1길                                                    | 충주시                                        | 달천동                              | 국도 제3, 19호선과 중복                                                              |
| 하풍 교차로                          | 풍동동막길                                                   | 충주시                                        | 달천동                              | 국도 제3, 19호선과 중복                                                              |
| 임경업장군 교차로                    | 상풍2길                                                      | 충주시                                        | 달천동                              | 국도 제3, 19호선과 중복                                                              |
| 풍동 교차로                          | 국가지원지방도 제82호선 (중원대로)                           | 충주시                                        | 달천동                              | 국도 제3, 19호선과 중복 국가지원지방도 제82호선과 중복 상행 진출 불가 하행 진입 불가 |
| 향산삼거리                           | 유주막로                                                     | 충주시                                        | 살미면                              | 국도 제3, 19호선과 중복 국가지원지방도 제82호선과 중복                               |
| 호음실삼거리                         | 호음실1길                                                    | 충주시                                        | 살미면                              | 국도 제3, 19호선과 중복 국가지원지방도 제82호선과 중복                               |
| 문산삼거리                           | 문강로                                                       | 충주시                                        | 살미면                              | 국도 제3, 19호선과 중복 국가지원지방도 제82호선과 중복                               |
| 살미삼거리                           | 세성로                                                       | 충주시                                        | 살미면                              | 국도 제3, 19호선과 중복 국가지원지방도 제82호선과 중복                               |
| 세성교차로                           | 국도 제19호선 (괴산IC~살미간 도로) 지방도 제531호선 (세성로) | 충주시                                        | 살미면                              | 국도 제3, 19호선과 중복 국가지원지방도 제82호선과 중복                               |
| 용천삼거리                           | 국도 제3호선 (중원대로)                                      | 충주시                                        | 살미면                              | 국도 제3호선과 중복 국가지원지방도 제82호선과 중복                                   |
| 내사리                               | 충주호수로                                                   | 충주시                                        | 살미면                              | 국가지원지방도 제82호선과 중복                                                       |
| 신당1교 신당2교 소용교 신당교 공이교 |                                                              | 충주시                                        | 살미면                              | 국가지원지방도 제82호선과 중복                                                       |
| 공이삼거리                           | 공이동길                                                     | 충주시                                        | 살미면                              | 국가지원지방도 제82호선과 중복                                                       |
| 월악교                               |                                                              | 충주시                                        | 살미면                              | 국가지원지방도 제82호선과 중복                                                       |
|                                      | 제천시                                                       | 한수면                                        |                                     | 국가지원지방도 제82호선과 중복                                                       |
| 탄지삼거리                           | 제천시                                                       | 한수면                                        | 지방도 제597호선 (미륵송계로)       | 국가지원지방도 제82호선과 중복                                                       |
| 탄지교                               | 제천시                                                       | 한수면                                        |                                     | 국가지원지방도 제82호선과 중복                                                       |
| 성천교                               | 제천시                                                       | 월악산로                                      | 덕산면                              | 국가지원지방도 제82호선과 중복                                                       |
| 수산3교                              | 제천시                                                       |                                               | 덕산면                              | 국가지원지방도 제82호선과 중복                                                       |
| (신현교 북단)                        | 제천시                                                       | 신현뱃재로                                    | 덕산면                              | 국가지원지방도 제82호선과 중복                                                       |
| 성암 회전교차로                      | 제천시                                                       | 약초로 월악로17길 월악로18길                  | 덕산면                              | 국가지원지방도 제82호선과 중복                                                       |
| 착골재                               | 제천시                                                       |                                               | 덕산면                              | 국가지원지방도 제82호선과 중복                                                       |
|                                      | 제천시                                                       | 수산면                                        |                                     | 국가지원지방도 제82호선과 중복                                                       |
| (적곡)                               | 제천시                                                       | 인삼로                                        |                                     | 국가지원지방도 제82호선과 중복                                                       |
| 수산사거리                           | 제천시                                                       | 국가지원지방도 제82호선 (청풍호로) 월악로26길 |                                     | 국가지원지방도 제82호선과 중복                                                       |
| 수산교                               | 제천시                                                       |                                               |                                     |                                                                                      |
| (수산복지회관)                       | 제천시                                                       | 지곡로 월악로26길                             |                                     |                                                                                      |
| 원대삼거리                           | 제천시                                                       | 옥순봉로                                      |                                     |                                                                                      |
| 계란교                               | 제천시                                                       | 인삼로13길                                    |                                     |                                                                                      |
| 계란재                               | 제천시                                                       |                                               |                                     |                                                                                      |
|                                      | 단양군                                                       | 단성면                                        |                                     |                                                                                      |
| 장회교                               | 단양군                                                       | 단성면                                        |                                     |                                                                                      |
| 장회나루 교차로                      | 단양군                                                       | 단성면                                        | 설마로                              |                                                                                      |
| 장회직행공동정류소                   | 단양군                                                       | 단성면                                        |                                     |                                                                                      |
| 쑥고개                               | 단양군                                                       | 단성면                                        |                                     |                                                                                      |
| 우화삼거리                           | 단양군                                                       | 단성면                                        | 국도 제59호선 (선암계곡로)          | 국도 제59호선과 중복                                                                 |
| 우화교                               | 단양군                                                       | 단성면                                        | 충혼길                              | 국도 제59호선과 중복                                                                 |
| 단성중학교                           | 단양군                                                       | 단성면                                        |                                     | 국도 제59호선과 중복                                                                 |
| 단성삼거리                           | 단양군                                                       | 단성면                                        | 충혼로                              | 국도 제59호선과 중복                                                                 |
| 단양1교                              | 단양군                                                       | 단성면                                        |                                     | 국도 제59호선과 중복                                                                 |
| 북하삼거리                           | 단양군                                                       | 단성면                                        | 국도 제5호선 국도 제59호선 (단양로) | 국도 제5호선과 중복 국도 제59호선과 중복                                             |
| 북상삼거리                           | 단양군                                                       | 북상1길                                       | 대강면                              | 국도 제5호선과 중복                                                                  |
| 대강면사무소                         | 단양군                                                       | 대강로                                        | 대강면                              | 국도 제5호선과 중복                                                                  |
| 장림사거리                           | 단양군                                                       | 지방도 제927호선 (사인암로)                   | 대강면                              | 국도 제5호선과 중복                                                                  |
| 대강초등학교                         | 단양군                                                       | 대강로                                        | 대강면                              | 국도 제5호선과 중복                                                                  |
| 단양대강농공단지                     | 단양군                                                       | 대강농공길                                    | 대강면                              | 국도 제5호선과 중복                                                                  |
| 단양 나들목 (대강 교차로)            | 단양군                                                       | 55호선 중앙고속도로                           | 대강면                              | 국도 제5호선과 중복                                                                  |
| 죽령역                               | 단양군                                                       | 용부원2길                                     | 대강면                              | 국도 제5호선과 중복                                                                  |
| 죽령                                 | 단양군                                                       |                                               | 대강면                              | 국도 제5호선과 중복                                                                  |

기존 구간 (2013년 이전 노선)
- 청주시 상당구 율량교사거리 - 그랜드플라자 청주호텔 - 주성사거리 - 수름재삼거리 - 구성 교차로 - 덕암교 - 도원사거리 - 내수 교차로 - 내수사거리 - 신대교 - 대남삼거리 - 북이삼거리 - 현암사거리 - 내추 교차로

기존 구간 (2016년 이전 노선)
- 청주시 흥덕구 강상촌 분기점 - 휴암동삼거리 - 강서1동행정복지센터 - 강서사거리 - 터미널사거리 - 죽천교 - 복대사거리 - 서원초등학교 - 산업단지육거리 - 충대사거리 - 청주고등학교
- 청주시 서원구 사창사거리 - 시계탑오거리 - 운동장삼거리 - 청주종합경기장 - 국보로사거리 - 사직사거리 - 청주대교
- 청주시 상당구 청주대교 - 청주대교 - 청주대교사거리 - 홈플러스 청주성안점 - 상당사거리 - 청주시청 - 청주병원 - 방아다리사거리 - 우암오거리 - 우암초등학교 - 청대사거리 - 내덕삼거리 - 청주문화산업단지 - 내덕칠거리 - 내덕2동행정복지센터 - 율량교 - 율량교사거리 - 청주우체국 - 동청주세무서 - 상리 교차로 - 상리교 - 상리터널(상행 연장 487m, 하행 연장 547m) - 국동 교차로

### 경상북도
| 이름                               | 접속 노선                                                  | 소재지                                                  | 소재지                        | 비고                                                    |
| ---------------------------------- | ---------------------------------------------------------- | ------------------------------------------------------- | ----------------------------- | ------------------------------------------------------- |
| 죽령                               |                                                            | 영주시                                                  | 풍기읍                        | 국도 제5호선과 중복 해발 696m                           |
| 소혼교                             |                                                            | 영주시                                                  | 풍기읍                        | 국도 제5호선과 중복                                     |
| 희방삼거리                         | 죽령로1720번길                                             | 영주시                                                  | 풍기읍                        | 국도 제5호선과 중복                                     |
| 희방 교차로                        | 죽령로1513번길                                             | 영주시                                                  | 풍기읍                        | 국도 제5호선과 중복                                     |
| 창락 교차로                        | 죽령로1360번길                                             | 영주시                                                  | 풍기읍                        | 국도 제5호선과 중복                                     |
| 창락터널                           |                                                            | 영주시                                                  | 풍기읍                        | 국도 제5호선과 중복 연장 185m                           |
| 곰수골교                           |                                                            | 영주시                                                  | 풍기읍                        | 국도 제5호선과 중복                                     |
| 곰수 교차로                        | 죽령로1350번길                                             | 영주시                                                  | 풍기읍                        | 국도 제5호선과 중복                                     |
| 창락지하차도                       |                                                            | 영주시                                                  | 풍기읍                        | 국도 제5호선과 중복                                     |
| 백수 교차로                        | 죽령로 죽령로1284번길                                      | 영주시                                                  | 풍기읍                        | 국도 제5호선과 중복                                     |
| 새터 교차로                        | 죽령로1182번길                                             | 영주시                                                  | 풍기읍                        | 국도 제5호선과 중복                                     |
| 백동 교차로                        | 전구로                                                     | 영주시                                                  | 풍기읍                        | 국도 제5호선과 중복                                     |
| 백리 교차로                        | 기주로                                                     | 영주시                                                  | 풍기읍                        | 국도 제5호선과 중복                                     |
| 풍기교                             |                                                            | 영주시                                                  | 풍기읍                        | 국도 제5호선과 중복                                     |
|                                    | 봉현면                                                     | 영주시                                                  |                               | 국도 제5호선과 중복                                     |
| 두산육교 오현2육교 오현1육교       |                                                            | 영주시                                                  |                               | 국도 제5호선과 중복                                     |
| 봉현 교차로                        | 국가지원지방도 제28호선 (오현로) 지방도 제931호선 (소백로) | 영주시                                                  |                               | 국도 제5호선과 중복                                     |
| 봉현육교 안정1교                   |                                                            | 영주시                                                  |                               | 국도 제5호선과 중복                                     |
| 신전육교                           |                                                            | 영주시                                                  | 안정면                        | 국도 제5호선과 중복                                     |
| 신전 교차로                        | 신재로 장안로                                              | 영주시                                                  | 안정면                        | 국도 제5호선과 중복                                     |
| 내줄교                             |                                                            | 영주시                                                  | 안정면                        | 국도 제5호선과 중복                                     |
| 내줄 교차로                        | 장안로                                                     | 영주시                                                  | 안정면                        | 국도 제5호선과 중복                                     |
| 가흥육교                           |                                                            | 영주시                                                  | 가흥동                        | 국도 제5호선과 중복                                     |
| 가흥 교차로                        | 국도 제5호선 (경북대로) 영주로                             | 영주시                                                  | 가흥동                        | 국도 제5호선과 중복                                     |
| 나무고개 교차로 (나무고개지하차도) | 신재로                                                     | 영주시                                                  | 가흥동                        |                                                         |
| 서천대교                           |                                                            | 영주시                                                  | 가흥동                        |                                                         |
| 고현 교차로 (귀내1교)              | 회헌로                                                     | 영주시                                                  | 가흥동                        |                                                         |
| 귀내2교                            |                                                            | 영주시                                                  | 가흥동                        |                                                         |
| 가흥터널                           |                                                            | 영주시                                                  | 가흥동                        | 상행 연장 525m 하행 연장 500m                           |
| 가흥터널                           | 상망동                                                     | 영주시                                                  |                               | 상행 연장 525m 하행 연장 500m                           |
| 영광 교차로                        | 지방도 제935호선 (의상로)                                  | 영주시                                                  |                               |                                                         |
| 영광교 상망교                      |                                                            | 영주시                                                  |                               |                                                         |
| 상망 교차로                        | 파인토피아로                                               | 영주시                                                  |                               |                                                         |
| 문단교 신암1교                     |                                                            | 봉화군                                                  | 봉화읍                        |                                                         |
| 신암 교차로 (신암2교)              | 신암로                                                     | 영주시                                                  | 이산면                        |                                                         |
| 신암3교 이산교                     |                                                            | 영주시                                                  | 이산면                        |                                                         |
| (신암4통로암거)                    | 봉화로378번길                                              | 영주시                                                  | 이산면                        | 상행 진입 불가 하행 진출 불가                           |
| (생태통로)                         |                                                            | 영주시                                                  | 이산면                        | 연장 약 15m                                             |
| (생태통로)                         |                                                            | 영주시                                                  | 이산면                        | 연장 약 15m                                             |
| (생태통로)                         |                                                            | 영주시                                                  | 이산면                        | 연장 약 15m                                             |
| (생태통로)                         | 봉화군                                                     | 봉화읍                                                  |                               | 연장 약 15m                                             |
| 유산교                             | 봉화군                                                     | 봉화읍                                                  |                               |                                                         |
| 봉화 교차로 (포저교)               | 봉화군                                                     | 봉화읍                                                  | 지방도 제915호선 (예봉로)     |                                                         |
| (생태통로)                         | 봉화군                                                     | 봉화읍                                                  |                               | 연장 약 20m                                             |
| 거촌 교차로 (거촌1교)              | 봉화군                                                     | 봉화읍                                                  | 거촌로                        |                                                         |
| 거촌2교                            | 봉화군                                                     | 봉화읍                                                  |                               |                                                         |
| 금봉 교차로 (금봉2교)              | 봉화군                                                     | 지방도 제918호선 (봉명로)                               | 봉성면                        |                                                         |
| 창평터널                           | 봉화군                                                     |                                                         | 봉성면                        | 상행 연장 360m 하행 연장 335m                           |
| 다덕 교차로                        | 봉화군                                                     | 다덕로                                                  | 봉성면                        | 상행 진출입만 가능                                      |
| 음지교                             | 봉화군                                                     |                                                         | 봉성면                        |                                                         |
| 다덕 교차로                        | 봉화군                                                     | 다덕로                                                  | 봉성면                        | 하행 진출입만 가능                                      |
| 약수교 우곡1교 우곡2교             | 봉화군                                                     |                                                         | 봉성면                        |                                                         |
| (교차로 명칭 없음)                 | 봉화군                                                     | 다덕로                                                  | 봉성면                        | 상행 진출 불가 하행 진입 불가                           |
| 다덕교                             | 봉화군                                                     |                                                         | 봉성면                        |                                                         |
| 용동 교차로 (옹돌1교) (옹돌2교)    | 봉화군                                                     | 다덕로 옥마로                                           | 법전면                        |                                                         |
| 법전 교차로 (법전제1육교)          | 봉화군                                                     | 법전로                                                  | 법전면                        | 상행 진입 불가 하행 진출 불가                           |
| 법전교                             | 봉화군                                                     |                                                         | 법전면                        |                                                         |
| 법전 교차로 (법전제2육교)          | 봉화군                                                     | 법전로                                                  | 법전면                        | 상행 진출 불가 하행 진입 불가                           |
| 법전역                             | 봉화군                                                     |                                                         | 법전면                        |                                                         |
| 소지 교차로 (소지교)               | 봉화군                                                     | 한티로                                                  | 법전면                        | 상행 진입 불가 하행 진출 불가                           |
| 소지1교 소지2교                    | 봉화군                                                     |                                                         | 법전면                        |                                                         |
| 수청 교차로                        | 봉화군                                                     | 한티로                                                  | 법전면                        | 상행 진출 불가 하행 진입 불가                           |
| 춘양 교차로                        | 봉화군                                                     | 소천로                                                  | 춘양면                        |                                                         |
| 옥천 교차로                        | 봉화군                                                     | 국도 제35호선 (청량로) 국가지원지방도 제88호선 (소천로) | 법전면                        | 국도 제35호선과 중복 국가지원지방도 제88호선과 중복     |
| 어르말 교차로                      | 봉화군                                                     | 소천로                                                  | 법전면                        | 국도 제35호선과 중복 국가지원지방도 제88호선과 중복     |
| 녹동 교차로                        | 봉화군                                                     |                                                         | 법전면                        | 국도 제35호선과 중복 국가지원지방도 제88호선과 중복     |
| 법전1교                            | 봉화군                                                     | 국도 제31호선 국가지원지방도 제88호선 (갈산로)          | 법전면                        | 국도 제31, 35호선과 중복 국가지원지방도 제88호선과 중복 |
| 법전2교 법전3교                    | 봉화군                                                     |                                                         | 법전면                        | 국도 제31, 35호선과 중복                                |
| 노루재터널                         | 봉화군                                                     |                                                         | 법전면                        | 국도 제31, 35호선과 중복 연장 1,700m                    |
| 노루재터널                         | 봉화군                                                     | 소천면                                                  |                               | 국도 제31, 35호선과 중복 연장 1,700m                    |
| 현동 교차로                        | 봉화군                                                     | 국도 제31호선 국도 제35호선 (소천 ~ 도계 도로)          | 국도 제31, 35호선과 중복      |                                                         |
| 현동1 교차로                       | 봉화군                                                     | 청옥로                                                  |                               |                                                         |
| 현동천교 현동제1대교 현동제2대교   | 봉화군                                                     |                                                         |                               |                                                         |
| 현동3 교차로 (불둔교)              | 봉화군                                                     | 소천로                                                  | 상행 진출 불가 하행 진입 불가 |                                                         |
| 매현 교차로                        | 봉화군                                                     | 소천로                                                  |                               |                                                         |
| 분천터널                           | 봉화군                                                     |                                                         | 연장 864m                     |                                                         |
| 어우천교 분천교                    | 봉화군                                                     |                                                         |                               |                                                         |
| 분천삼거리                         | 봉화군                                                     | 소천로 분천길                                           |                               |                                                         |
| (피암터널)                         | 봉화군                                                     |                                                         | 연장 약 60m                   |                                                         |
| 분천2 교차로                       | 봉화군                                                     | 소천로                                                  |                               |                                                         |
| 먹골교                             | 봉화군                                                     |                                                         | 상행 진입 불가 하행 진출 불가 |                                                         |
| 자마터널                           | 봉화군                                                     |                                                         | 연장 258m                     |                                                         |
| 외매교                             | 봉화군                                                     |                                                         |                               |                                                         |
| 분천3 교차로                       | 봉화군                                                     | 소천로                                                  |                               |                                                         |
| 꼬치비교                           | 봉화군                                                     |                                                         |                               |                                                         |
| 꼬치비재터널                       | 봉화군                                                     |                                                         | 연장 565m                     |                                                         |
| 광비천교                           | 봉화군                                                     |                                                         |                               |                                                         |
|                                    | 울진군                                                     | 금강송면                                                |                               |                                                         |
| 오루숲 교차로 (오루숲교)           | 울진군                                                     | 금강송면                                                | 소천로                        |                                                         |
| 오루숲 교차로 (오루숲교)           | 봉화군                                                     | 소천면                                                  | 소천로                        |                                                         |
| 광비1터널                          | 봉화군                                                     | 소천면                                                  |                               | 연장 873m                                               |
| 광비교                             | 봉화군                                                     | 소천면                                                  |                               |                                                         |
|                                    | 울진군                                                     | 금강송면                                                |                               |                                                         |
| 광비 교차로                        | 울진군                                                     | 금강송면                                                | 소천로 회룡천2길              |                                                         |
| 내광비교                           | 울진군                                                     | 금강송면                                                |                               |                                                         |
|                                    | 봉화군                                                     | 소천면                                                  |                               |                                                         |
| 광비2터널                          | 봉화군                                                     | 소천면                                                  |                               | 연장 660m                                               |
| 영천교                             | 봉화군                                                     | 소천면                                                  |                               |                                                         |
|                                    | 울진군                                                     | 금강송면                                                |                               |                                                         |
| 옥방 교차로                        | 울진군                                                     | 금강송면                                                | 불영계곡로                    |                                                         |
| 옥방교                             | 울진군                                                     | 금강송면                                                |                               |                                                         |
| 답운재터널                         | 울진군                                                     | 금강송면                                                |                               | 연장 950m                                               |
| 답운교                             | 울진군                                                     | 금강송면                                                |                               |                                                         |
| 답운 교차로                        | 울진군                                                     | 금강송면                                                | 지방도 제917호선 (불영계곡로) | 지방도 제917호선과 중복                                 |
| 쌍전교 운덕교                      | 울진군                                                     | 금강송면                                                |                               | 지방도 제917호선과 중복                                 |
| 쌍전 교차로                        | 울진군                                                     | 금강송면                                                | 지방도 제917호선 (불영계곡로) | 지방도 제917호선과 중복                                 |
| 덕거리교 광덕천교                  | 울진군                                                     | 금강송면                                                |                               |                                                         |
| 금강송1터널                        | 울진군                                                     | 금강송면                                                |                               | 연장 223m                                               |
| 심미교                             | 울진군                                                     | 금강송면                                                |                               |                                                         |
| 금강송2터널                        | 울진군                                                     | 금강송면                                                |                               | 연장 1,165m                                             |
| 금강송1교 금강송2교                | 울진군                                                     | 금강송면                                                |                               |                                                         |
| 삼근 교차로                        | 울진군                                                     | 금강송면                                                | 불영계곡로                    |                                                         |
| 삼근1터널                          | 울진군                                                     | 금강송면                                                |                               | 연장 746m                                               |
| 수평교                             | 울진군                                                     | 금강송면                                                |                               |                                                         |
| 삼근2터널                          | 울진군                                                     | 금강송면                                                |                               | 연장 222m                                               |
| 삼근3터널                          | 울진군                                                     | 금강송면                                                |                               | 연장 337m                                               |
| 하원1교                            | 울진군                                                     | 금강송면                                                |                               |                                                         |
| 불영계곡1터널                      | 울진군                                                     | 금강송면                                                |                               | 연장 193m                                               |
| 하원2교                            | 울진군                                                     | 금강송면                                                |                               |                                                         |
| 불영계곡2터널                      | 울진군                                                     | 금강송면                                                |                               | 연장 1,412m                                             |
| 하원3교                            | 울진군                                                     | 금강송면                                                |                               |                                                         |
| 불영계곡3터널                      | 울진군                                                     |                                                         | 울진읍                        | 연장 184m                                               |
| 하원4교 대흥1교                    | 울진군                                                     |                                                         | 울진읍                        |                                                         |
| 불영 교차로                        | 울진군                                                     | 대흥2길 대흥3길                                         | 울진읍                        |                                                         |
| 대흥2교                            | 울진군                                                     |                                                         | 울진읍                        |                                                         |
| 대흥터널                           | 울진군                                                     |                                                         | 울진읍                        | 연장 210m                                               |
| 대흥3교 대흥4교 대흥5교 대흥6교    | 울진군                                                     |                                                         | 울진읍                        |                                                         |
| 금산터널                           | 울진군                                                     |                                                         | 울진읍                        | 연장 936m                                               |
| 신림1교 신림2교                    | 울진군                                                     |                                                         | 울진읍                        |                                                         |
| 울진서부 교차로                    | 울진군                                                     | 대흥신림로                                              | 울진읍                        |                                                         |
| 고성1교 고성2교 명도교             | 울진군                                                     |                                                         | 울진읍                        |                                                         |
| 온양 교차로                        | 울진군                                                     | 울진북로                                                | 울진읍                        |                                                         |
| 울진북부 교차로                    | 울진군                                                     | 국도 제7호선 (동해대로) 울진북로                        | 울진읍                        |                                                         |

기존 구간 (2018년 이전 노선)
- 영주시 나무고개 교차로(가흥삼거리) - 서부삼거리 - 영주제일고등학교 - 영주여자중학교 - 영주서부초등학교 - 서부사거리 - 서천교 - 서천교사거리 - 영주육교 - 롯데시네마 영주점(구 영주시외버스터미널) - 영광중학교 - 영주1동행정복지센터 - 영주초등학교 - 영주시의회 - 영주시수도사업소앞 - 상망동주민센터 - (진흥제재소) - 상망 교차로(동부지구대) - 상망 교차로 - 상망교 - 단운 교차로 - 상망 교차로

기존 구간 (폐지되지 않음)
- 울진군 삼근 교차로 - 금강송면사무소 -  금강송휴게소 - 산재 - 불영사 - 서하교 - 하원리 - 대흥리 - 금산휴게소 - 행곡리 - 민물고기생태체험관 - 수산 교차로 - 울진남부 교차로

## 도로명
충청남도·세종특별자치시
- 보령시 대천동 대천항 ~ 흑포삼거리 : 대천항로
- 보령시 대천동 흑포삼거리 ~ 수청사거리 : 대해로
- 보령시 대천동 수청사거리 ~ 청양군 대치면 탄정 교차로 : 대청로
- 청양군 대치면 탄정 교차로 ~ 목면 가야미 교차로 : 칠갑산1로
- 청양군 목면 가야미 교차로 ~ 군계교 : 칠갑산로
- 공주시 우성면 군계교 ~ 동대 교차로 : 공수원로
- 공주시 우성면 동대 교차로 ~ 목천 교차로 : 차동로
- 공주시 우성면 목천 교차로 ~ 월송동 송선 교차로 : 차령로
- 공주시 월송동 송선 교차로 ~ 세종특별자치시 한솔동 (주추지하차도 남단) : 장기로
- 세종특별자치시 한솔동 (주추지하차도 남단) ~ 조치원읍 번암사거리 : 세종로
- 세종특별자치시 조치원읍 번암사거리 ~ 상리사거리 : 허만석로
- 세종특별자치시 조치원읍 상리사거리 ~ 조천교 : 조치원로

충청북도
- 청주시 흥덕구 오송읍 정중삼거리 ~ 흥덕구 강상촌 분기점 : 가로수로
- 청주시 흥덕구 강상촌 분기점 ~ 청원구 내수읍 국동 교차로 : 3순환로
- 청주시 청원구 내수읍 국동 교차로 ~ 북이면 내추 교차로 : 충청내륙로
- 청주시 청원구 북이면 내추 교차로 ~ 충주시 주덕읍 주덕 교차로 : 충청대로
- 충주시 주덕읍 주덕 교차로 ~ 달천동 용두 교차로 : 중원대로
- 충주시 달천동 용두 교차로 ~ 풍동 교차로 : 서부순환대로
- 충주시 달천동 풍동 교차로 ~ 살미면 용천삼거리 : 중원대로
- 충주시 살미면 용천삼거리 ~ 단양군 단성면 북하삼거리 : 월악로
- 단양군 단성면 북하삼거리 ~ 대강면 대강 교차로 : 단양로
- 단양군 대강면 대강 교차로 ~ 죽령 : 죽령로

경상북도
- 영주시 풍기읍 죽령 ~ 가흥동 가흥 교차로 : 죽령로
- 영주시 가흥동 가흥 교차로 ~ 율평 교차로 : 경북대로
- 영주시 가흥동 율평 교차로 ~ 상망동 상망 교차로 : 삼봉로
- 영주시 상망동 상망 교차로 ~ 봉화군 춘양면 춘양 교차로 : 파인토피아로
- 봉화군 춘양면 춘양 교차로 ~ 소천면 현동3 교차로 : 법전 ~ 소천간 도로
- 봉화군 소천면 현동3 교차로 ~ 울진군 금강송면 삼근 교차로 : 소천 ~ 서면간 도로
- 울진군 금강송면 삼근 교차로 ~ 울진읍 울진북부 교차로 : 서면 ~ 근남간 도로[61]

## 자동차 전용도로 구간
아래 구간은 국토교통부에서 지정한 자동차 전용도로 구간이므로 보행자, 자전거 등은 통행할 수 없다. 이륜자동차 (모터사이클 혹은 오토바이)는 긴급자동차 (싸이카 및 소방용 모터사이클 등)에 한해 통행이 가능하며, 그 밖의 이륜자동차와 경운기, 우마차, 트랙터, 손수레는 통행할 수 없다.
| 도로명                     | 시점                                              | 종점                                       | 총연장 (km) | 차로수 | 지정일                        |
| -------------------------- | ------------------------------------------------- | ------------------------------------------ | ----------- | ------ | ----------------------------- |
| 3순환로                    | 충청북도 청주시 상당구 남일면 효촌리(효촌 분기점) | 충청북도 청주시 흥덕구 휴암동(휴암 교차로) | 11.4        | 4      | 2001년 9월 29일               |
| 충청내륙로                 | 충청북도 청주시 상당구 율량동 (상리터널)          | 충청북도 청주시 청원구 북이면 금암리       | 11.51       | 4      | 2005년 9월 6일 2008년 4월 3일 |
| 서부순환대로               | 충청북도 충주시 풍동(능곡교)                      | 충청북도 충주시 용관동(용두 교차로)        | 7.2         | 4      | 2007년 8월 8일                |
| 죽령로                     | 경상북도 영주시 가흥동(가흥 교차로)               | 경상북도 영주시 안정면 신전리(신전 교차로) | 5.44        | 4      | 2005년 10월 31일              |
| 경북대로                   | 경상북도 영주시 문정동(문정 교차로)               | 경상북도 영주시 가흥동(가흥삼거리)         | 약 1.0      | 4      | 2000년 5월 31일               |
| 삼봉로 (가흥 ~ 상망간도로) | 경상북도 영주시 가흥동(가흥삼거리)                | 경상북도 영주시 상망동                     | 6.05        | 4      | 2010년 5월 4일                |